# Hannah Keck
Hannah Keck, född 25 februari 2002, är en amerikansk taekwondoutövare.

## Karriär
Keck började med taekwondo 2013. I juni 2019 tävlade Keck i +73 kg-klassen vid VM i Manchester, där hon blev utslagen i sextondelsfinalen av marockanska Wiam Dislam.
I maj 2022 tog Keck brons i +73 kg-klassen vid panamerikanska mästerskapen i Punta Cana. I juni 2023 tävlade hon i +73 kg-klassen vid VM i Baku, men drog sig ur tävlingen i åttondelsfinalen.